# Antonio Pérez de la Mata
Antonio Pérez de la Mata (Castilfrío de la Sierra, Soria, 1842-Soria, 1900) fue un pedagogo y filósofo español. Fue un sacerdote comprometido con la filosofía krausista, catedrático en Soria y autor de algunos libros de metafísica y un par de tratados sobre la cuadratura del círculo. 

## Biografía
Nacido en 1842 en Castilfrío de la Sierra (Soria). Comenzó su formación eclesiástica en Zaragoza, si bien otras fuentes mencionan Calahorra y Logroño. A los 20 años se graduó en Artes por la Universidad de Zaragoza. Entre 1862 y 1867 estudió Filosofía en la Universidad Central. En 1873 ganó por oposición una plaza de Psicología, Lógica y Ética en el Instituto General y Técnico de Soria. En 1892 fundó, ¨El Porvenir¨, periódico de talante avanzado. Desde 1876 fue socio del Casino Numancia, al que legó algunos libros antes de morir.
El 1 de octubre de 1910 se le rindió público homenaje organizado por Manuel Hilario Ayuso, catedrático republicano de El Burgo de Osma, en el que también participó con un discurso glosando los ideales de la Institución Libre de Enseñanza, el poeta Antonio Machado.

En dicho discurso Machado dijo a propósito del filósofo soriano:
Yo no sé, ni me importa averiguar, cuál fuera la vida privada del filósofo. Ignoro si Mata era un humilde sacerdote consagrado a la práctica de una virtud sin tacha, o si era, acaso, un clérigo batallón e intrigante. Mas yo no dudo de que Mata fue buen en cuanto dio a su vida el sentido del ideal, la orientación generosa que todo hombre puede y debe dar a su actividad, cualquiera que sea la esfera en que ésta se desarrolle; yo no dudo de que Mata fue humilde en cuanto consagró su vida a arrojar en los baldíos páramos espirituales de su tierra, semilla que él no había de ver germinar; y no dudo de su fortaleza porque todo creador tiene el temple del acero y la dureza del diamante.
Una placa en su memoria puede verse en la calle Real de la capital soriana.

## Obras
Selección de algunas obras:
- Existencia y profundidad del alma humana (1863)
- Metafísica general (1876)
- Demostración filosófica de la circunferencia y cuadratura del círculo (1877)
- Demostración filosófica de la rectificación de la circunferencia y cuadratura del círculo (1879)
- La Soberanía racional (1881)
- Urbanización de Soria (1892)